# Baume & Mercier
Baume & Mercier [bóm e mersjé] je a švýcarská luxusní hodinářská společnost založená v roce 1830. Je dceřinou společností Richemont International, nadnárodního konglomerátu firem zabývajících se luxusním zbožím.

## Historie
Baume & Mercier byla založena jako "Frères Baume" v roce 1830 bratry Louis-Victorem a Célestinem Baume, kteří si otevřeli hodinářství ve vesnici Les Bois, ve švýcarském pohoří Jura. Firma se mezinárodně rozšířila založením pobočky v Londýně roku 1921 pod jménem "Baume Brothers", což vedlo k rozšíření značky po celé Velké Británii. Během 19. století získala společnost mezinárodní pověst a její hodinky získaly řadu ocenění mezi hodináři.
V roce 1918, ředitel společnosti William Baume získal partnera Paula Merciera a společně založili společnost "Baume & Mercier" v Ženevě. Společnost se začala specializovat na luxusní náramkové hodinky neobvyklých tvarů. Dnes nabízí celou řadu značek, například kolekce Clifton, Classima, Hampton pro muže a kolekce Hampton a Linea pro ženy.

## Současné kolekce hodinek

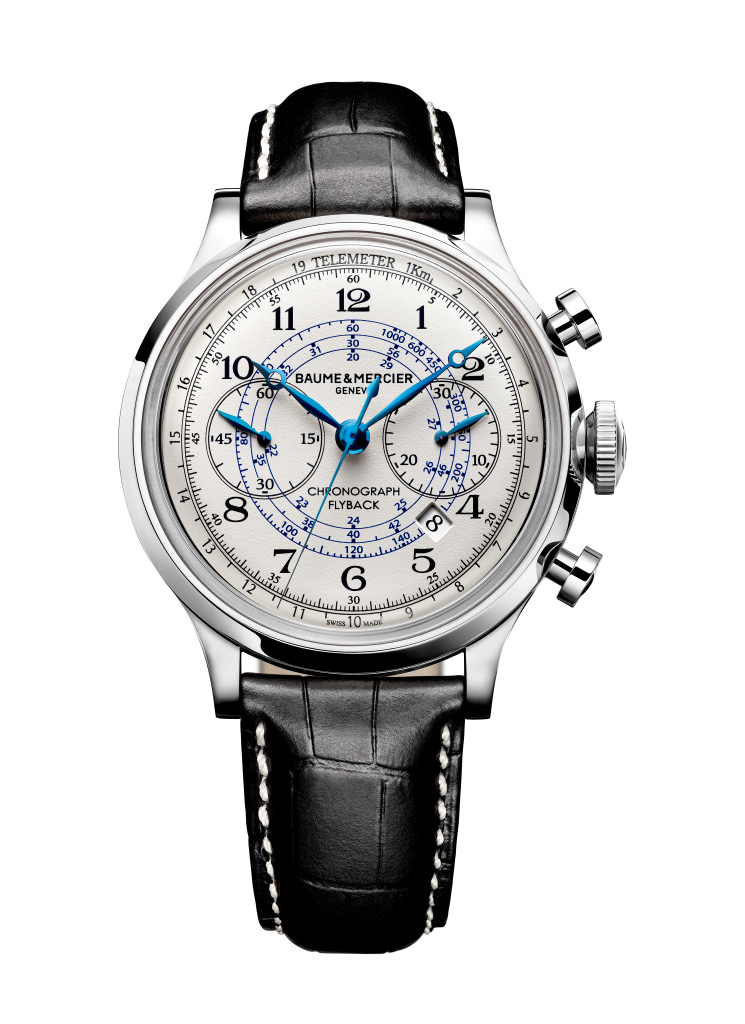
Model Capeland

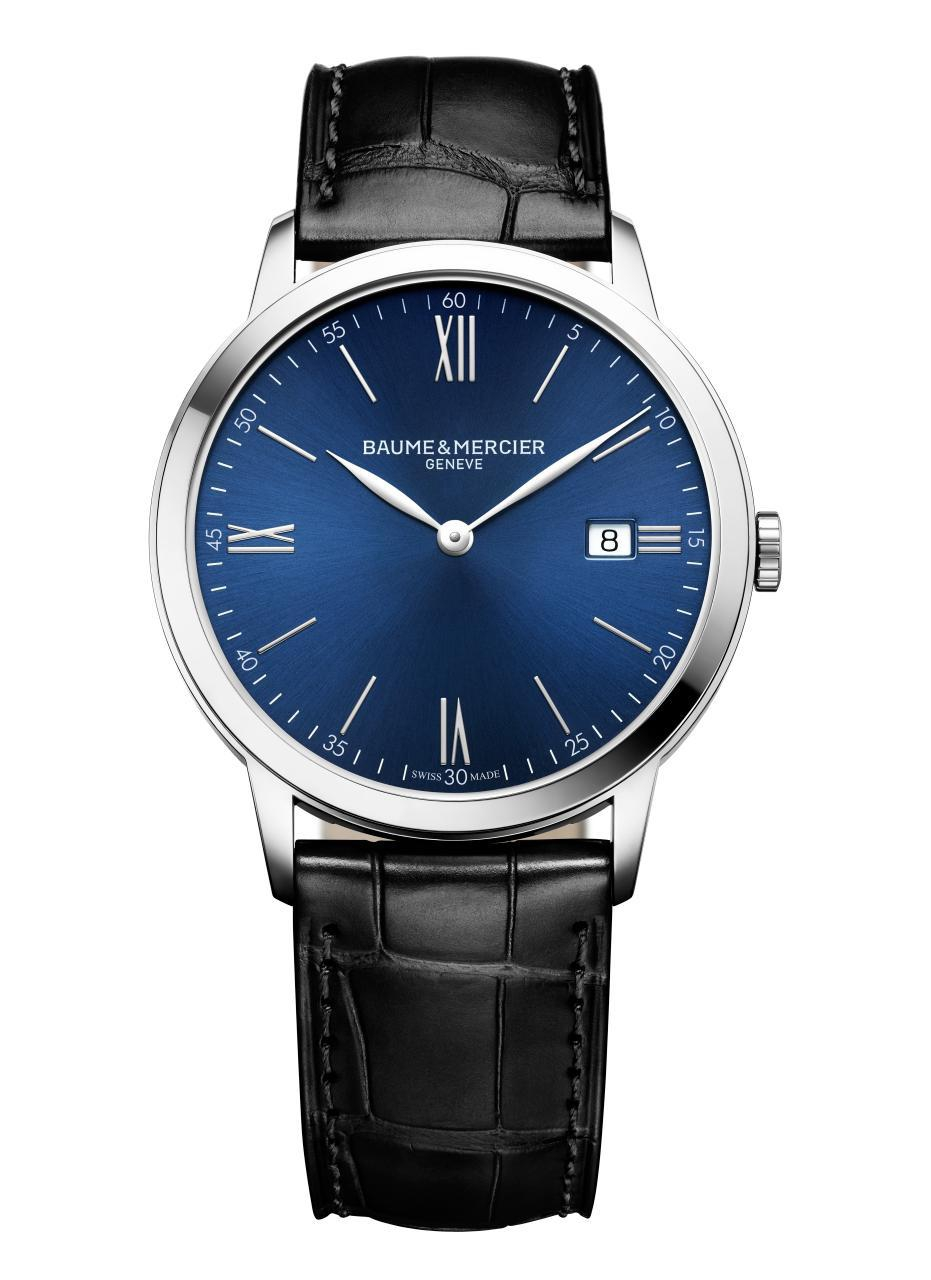
Model Classima

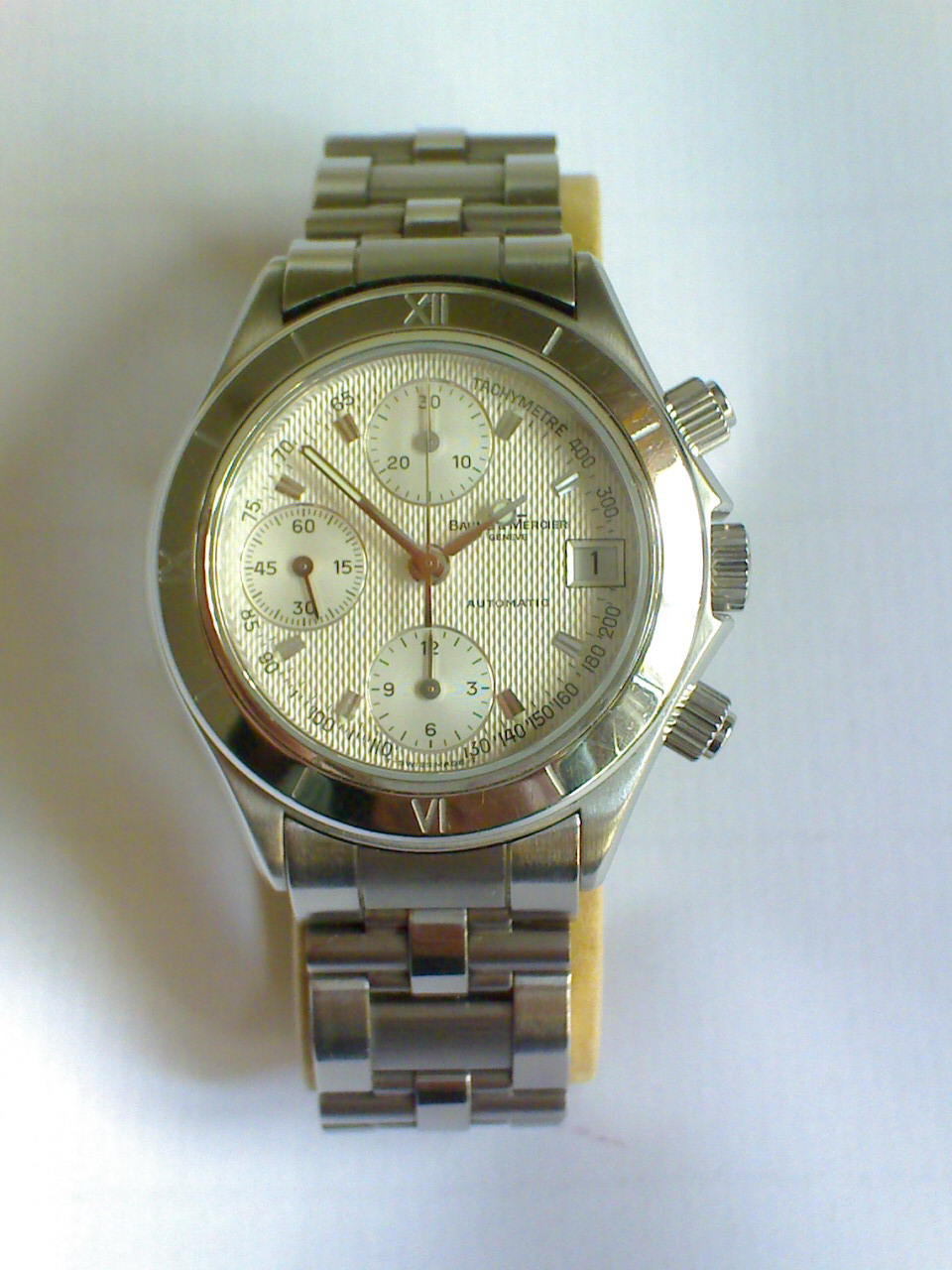
Model Malibu

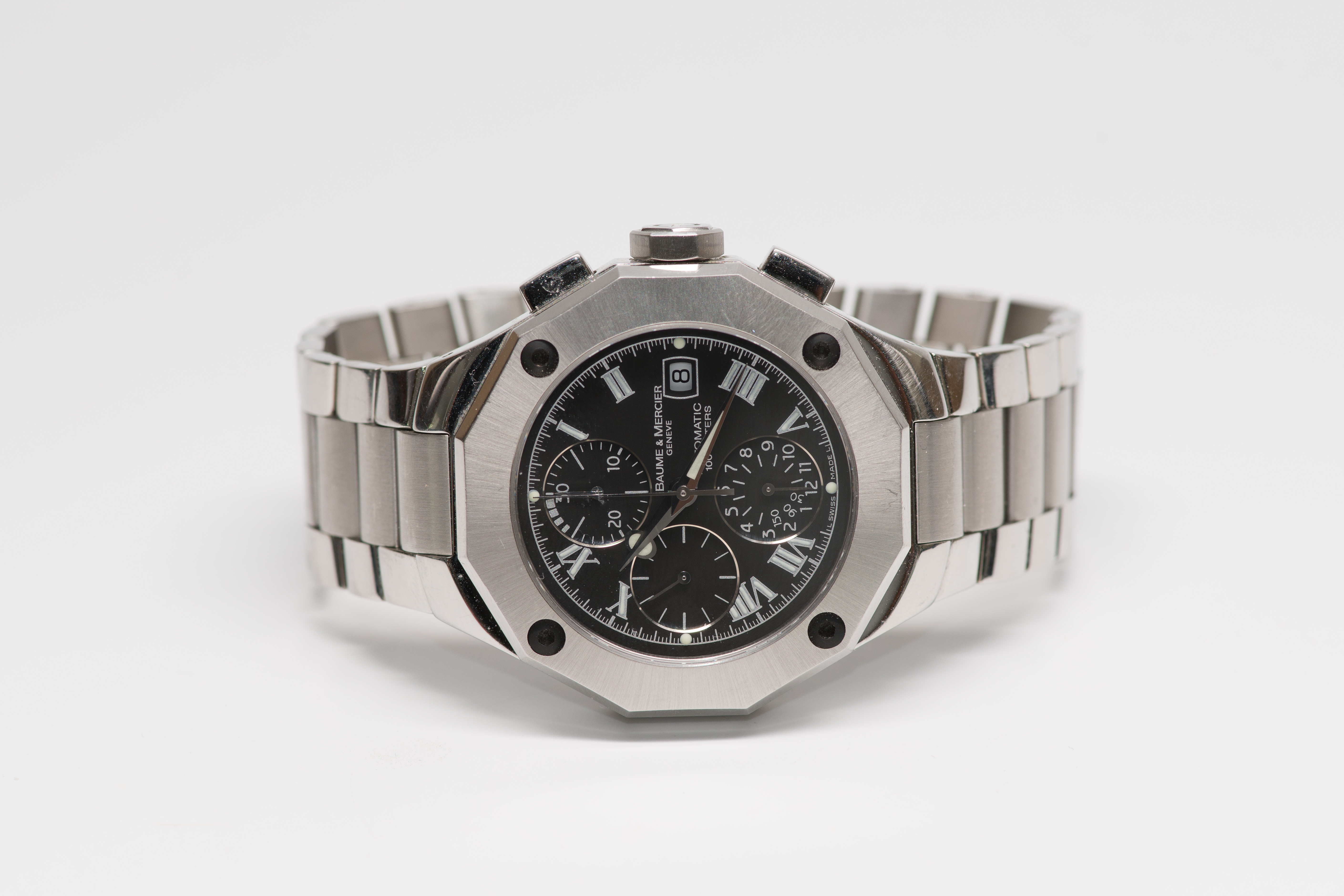
Model Riviera

Současné hodinky společnosti Baume & Mercier jsou:
- Hampton – vintage hodinky založené na modelech ze 40. let 20. století ve stylu Art Deco[3]
- Capeland[4]
- Classima – minimalistická kolekce klasických hodinek
- Linea – dámské hodinky s výměnnými pásky[5]
- Clifton – vintage kolekce založená na hodinkách značky Baume & Mercier z 50. let 20. století[6][7]

## Cena hodinek
S cenami hodinek pohybujících se mezi $2,000 až $5,000, se hodinky Baume & Mercier řadí do tržního segmentu střední třídy luxusních hodinek.